# Оригинал фалсификата
Оригинал фалсификата је југословенски и српски филм из 1991. године који је режирао Драган Кресоја.

## Радња
Радња филма обухвата временски период од маја 1945. до данашњих дана. Павле, Стојан и Драгиша, три ратна друга непосредно након завршетка рата заузимају различите положаје у свом месту. Павле, ратни политички комесар, предаје деци у месној школи. Стојан, предратни пекарски калфа, захваљујући Павлу обавља посао секретара среског комитета Партије, а Драгиша ради у УДБ-и. До сукоба између Стојана и Павла долази 1947. године због Лене, Стојанове веренице која воли Павла, удаје се за њега и чека његово дете. Управо тада Павла одводе на Голи оток на издржавање казне. Његову жену прихвата опет Стојан, жени се њоме и Павловом тек рођеном детету даје своје презиме. Али, стихија политичких збивања, замрсила је конце њихових малих живота и они више не успевају да је зауставе. Постају њен саставни део и њене жртве.

## Улоге
| Глумац                   | Улога                   |
| ------------------------ | ----------------------- |
| Лазар Ристовски          | Павле Ивковић           |
| Драган Николић           | Никола Павловић         |
| Велимир Бата Живојиновић | Стојан Вујић старији    |
| Снежана Богдановић       | Лена                    |
| Жарко Лаушевић           | Стојан Вујић млађи      |
| Душан Јакишић            | Драгиша                 |
| Ружица Сокић             | Милева                  |
| Небојша Бакочевић        | Павле Павловић          |
| Неда Арнерић             | Душанка                 |
| Весна Тривалић           | Магда                   |
| Иван Клеменц             | Свештеник               |
| Милутин Мићовић          | говорник на конвенцији  |
| Мића Томић               | Радоје                  |
| Владан Живковић          | Удбаш                   |
| Урош Лашић               | беба Никола             |
| Горан Насков             | дечак Никола            |
| Лора Орловић             | Павловићева секретарица |
| Драгомир Станојевић      | Драгишин возач          |
| Милош Стефан Кресоја     |                         |
| Денис Ковач              |                         |
| Младен Ромић             |                         |
| Драгиша Марковић         |                         |
| Слађана Прица            |                         |
| Светолик Минић           |                         |
| Ђорђе Агбаба             |                         |
| Мики Животић             |                         |
| Драгана Бурсаћ           |                         |
| Стојан Насков            |                         |
| Недељка Башчаревић       |                         |
| Оркестар Јокс            |                         |
| Зорица Јовановић         | Певачица                |
| Тоша Елезовић            | Хармоника               |

## Награде
- Међународни филмски фестивал у Сопоту 1991:

1.Гран при за најбољу мушку улогу Лазару Ристовском
2.Статуета Слобода - награда жирија публике
- Филмски фестивал режије у Херцег Новом 1991:

1.Сребрна мимоза за режију Драгану Кресоји
- Фестивал глумачких остварења Ниш 1991:

1.Велика повеља за женску улогу Снежани Богдановић
2.Награда Славко Лазаревић за најбољу улогу на фестивалу Лазару Ристовском
- Фестивал филмског сценарија Врњачка бања 1991:

1. награда за адаптацију драмског текста сценаристи Радету Радовановићу
- Учесник главног програма на међународном филмском фестивалу у Келну 1991 године
- Југословенски кандидат за награду Оскар 1991